# هشام عولمي
هشام عولمي لاعب كرة قدم جزائري ويلعب حاليا لنادي وفاق سطيف.